# Käpplingemorden
Käpplingemorden kallas den händelse i Stockholm på 1300-talet då 70 svenskar spärrades in i en ladugård, varefter byggnaden stacks i brand. Händelsen skedde en natt i juni 1389 eller 1392. Käpplingeholmen var namnet på en holme som idag motsvaras av Blasieholmen.

## Bakgrund
Stockholm hade sedan 1250-talet förbindelser med Hansan och de tyska handelsstäderna. Kontakterna föranledde stor invandring av tyska handelsmän och administratörer. Snart utgjorde tyskarna det ledande skiktet i staden. De flesta hantverkare däremot var svenskar. 1348/9 tillkom Magnus Erikssons stadslag för att bromsa det tyska inflytandet över stadsstyrelsen. Den tyska dominansen kulminerade när Albrekt av Mecklenburg valdes till Sveriges kung 1364. 
Svenska stormän som ville ha bort Albrekt allierade sig med drottning Margareta, som besegrade tyskarna i slaget vid Åsle 1389. Segern gjorde Margareta i praktiken till regent över Sverige, förutom Stockholm där tyskarna höll stånd. Därefter ökade spänningen mellan tyskar och svenskar i Stockholm. I ett försök att nå en överenskommelse om makten i Stockholm inbjöds representanter från staden att möta ledande svenskar i Tälje (Södertälje). Någon överenskommelse nåddes inte. Stockholms representanter återvände till staden och strax därefter ökade oroligheterna i staden. Tyskarna organiserade en livvaktstyrka, hättebröderna, och började trakassera den svenska stadsbefolkningen. 
Till slut ingicks dock en högtidlig förlikning mellan tyskar och svenskar, och båda sidor svor dyra eder om att behandla varandra "som en broder mot sin broder". Ett lugn uppstod.
Den 14 juni 1389 tågade tyska hättebröder, soldater och köpmän på Stortorget och samlades vid Kåkbrinken. En anklagelseskrift med namn på 76 svenska förrädare som skulle gripas lästes upp. En del låstes in på slottet, andra forslades till Gråmunkeholmen (Riddarholmen) för att torteras. Den 15 juni brändes en Jöns Kabbemagher och en Lars Uphughom på bål tillsammans med en Gregers Röde. Den 17 juni, den helga lekamens natt (Helga lekamens dag är torsdagen efter första söndagen efter pingst), roddes slottets fångar över till Käpplingeholmen. Där låstes de in i en byggnad som tändes på. Den lägsta siffran för antalet offer under Käpplingemorden är 15, den högsta 76.

## Legend
Det sägs att ett järtecken visade sig medan lågorna steg mot skyn på Käpplingeholmen. Ett fruktansvärt oväder bröt ut, åskan dånade, blixtar flammade och staden dränktes i ett skyfall så att ingen vågade ge sig utanför dörren förrän det var över. Kalmarunionen kom att inledas och avslutas med massakrer: Käpplingemorden och Stockholms blodbad.